# Didier Wittebole
Didier Wittebole (Etterbeek, 22 november 1965) is een voormalig Belgische voetballer. Hij speelde in zijn carrière onder meer voor Lierse SK, Cercle Brugge, Eendracht Aalst en RSC Anderlecht.

## Carrière
Reeds op 8-jarige leeftijd begon Didier Wittebole te voetballen. Hij sloot zich in 1973 aan bij White Star Woluwé. Na enkele jeugdploegen doorlopen te hebben, stapte de jonge aanvaller over naar de jeugd van RSC Anderlecht. In 1985 maakte hij deel uit van de kern, maar leed hij onder de grote concurrentie. Arnór Guðjohnsen en Erwin Vandenbergh waren in dat jaar de vaste aanvallers bij Anderlecht.
Eén keer mocht Wittebole invallen. In de wedstrijd tegen Lierse werd het 0-5 voor RSC Anderlecht. Wittebole wist ondanks zijn invalbeurt toch te scoren. Een opmerkelijk debuut waar hij geen vervolg kon aan breien. In 1986 stapte de jonge spits over naar Cercle Brugge. Aanvaller Edi Krnčević legde dat jaar de omgekeerde weg af. Door het vertrek van Krncevic naar Anderlecht werd Wittebole in geen tijd een vaste waarde bij Cercle. Hij scoorde dat seizoen 10 keer, waarvan 2 goals in de Beker van België en 8 in de competitie.
Na één seizoen bij Cercle belandde Wittebole in de Tweede Klasse bij Lierse SK. Ook daar werd hij een titularis. Lierse won in 1988 de eindronde waardoor Wittebole en de rest van het team naar de Eerste Klasse promoveerde. In 1989 ging Wittebole naar Eendracht Aalst maar hield het daar na één seizoen ook voor bekeken.
Zo belandde de aanvaller in 1990 bij Racing Jet Waver, waar hij opnieuw voortdurend speelde en ook vaker scoorde. Na twee seizoenen degradeerde de club wel naar de Derde Klasse. Na drie seizoenen Racing Jet hield Wittebole het voor bekeken en trok voor het eerst naar het buitenland. De spits voetbalde één seizoen voor het Zwitserse AC Bellinzona. Vervolgens keer hij terug naar België. Hij voetbalde nog enkele jaren bij kleinere clubs: SK Lombeek (1994-'95), KFC Rhodienne (1995-'01), KOVC Sterrebeek (2001-'02) en Stade Evere RC (2002-'03).
Na zijn loopbaan als profvoetballer ging hij aan de slag als trainer. Zo was hij tot 2009 trainer van KFC Rhodienne-Verrewinkel, waar hij zelf nog voetbalde. Sinds mei 2009 is hij de trainer van White Star Woluwé, waar zijn voetbalcarrière begon.